# Автомагистраль D3 (Словакия)
Автомагистраль D3 (словац. Diaľnica D3), ранее D18 — словацкая автомагистраль, строительство которой ведётся на данный момент в северной части страны. По плану ожидалось строительство двухполосной автодороги на участке от Чадцы до словацко-польской границы и четырёхполосной магистрали от Чадцы до Хричовске-Подхрадие. Пересекает европейские маршруты E50, E75 и E442. 

## Описание дороги
Начинается у пересечения с автомагистралью D1, проходит через Жилину, далее идёт на север около Кысуцке-Нове-Место и Чадцы, пересекается с автострадой R5 и заканчивается у деревни Скалите, на польско-словацкой границе, где начинается польская скоростная дорога S1. По состоянию на ноябрь 2017 года:
- 23 км дороги с двусторонним движением обслуживаются
- 5,4 км дороги только с односторонним движением обслуживаются
- 10 км дороги строятся
- 22+4 км дороги в планах

## Участки автомагистрали
Открытые по состоянию на ноябрь 2017 года:
| Участок                              | Протяжённость     | Полос | Открыт                |
| ------------------------------------ | ----------------- | ----- | --------------------- |
| Хричовске-Подхрадие — Жилина-Стражов | 6,85 км (+1,6 км) | 4     | Январь / декабрь 2007 |
| Жилина-Стражов — Жилина-Бродно       | 4,3 км            | 4     | Декабрь 2017          |
| Ошчадница — Чадца-Буков              | 5,4 км            | 2     | Октябрь 2004          |
| Сврчиновец — Скалите                 | 12 км             | 2     | Июнь 2017             |
| Скалите — Польская граница           | 3 км              | 2     | Январь 2006           |

По состоянию на ноябрь 2017 года недостроены следующие участки:
| Участок                            | Протяжённость | Полос | Статус      | Ожидаемое открытие |
| ---------------------------------- | ------------- | ----- | ----------- | ------------------ |
| Жилина-Бродно — Кысуцке-Нове-Место | 11 км         | 4     | Планируется | 2024               |
| Кысуцке-Нове-Место — Ошчадница     | 11 км         | 4     | Планируется | 2026               |
| Ошчадница — Чадца-Буков            | 4 км          | 4     | Планируется | 2024               |
| Чадца-Буков — Сврчиновец           | 6 км          | 4     | Строится    | Декабрь 2020       |